# قصب السكر الفورموزي
قصب السكر الفورموزي (الاسم العلمي: Saccharum formosanum) هو نوع من النباتات يتبع جنس قصب السكر من الفصيلة النجيلية.